# Ronde van Zwitserland 2008
De 72ste editie van de Ronde van Zwitserland (Frans: Tour de Suisse) werd gehouden van 14 tot en met 22 juni 2008. Ze startte in Langnau im Emmental om, net als in de voorgaande jaren, aan te komen in Bern. In tegenstelling tot de Ronde van Zwitserland 2007, toen de ronde ook Oostenrijk en Liechtenstein aandeed, lagen de start- en finishplaatsen in 2008 allemaal op Zwitsers grondgebied. Wel werd er een deel door Liechtenstein heen gereden.
De Tsjech Roman Kreuziger uit de Liquigasploeg werd eindwinnaar. Fabian Cancellara kreeg de puntentrui, Maksim Iglinski was de beste klimmer en het klassement van de tussensprints ging naar René Weissinger. Titelverdediger was Vladimir Karpets.

## Etappe-overzicht
| etappe | datum   | start               | eindstreep          | afstand  | winnaar           | klassementsleider |
| ------ | ------- | ------------------- | ------------------- | -------- | ----------------- | ----------------- |
| 1e     | 14 juni | Langnau im Emmental | Langnau im Emmental | 146 km   | Óscar Freire      | Óscar Freire      |
| 2e     | 15 juni | Langnau im Emmental | Flumserberg         | 197 km   | Igor Antón        | Igor Antón        |
| 3e     | 16 juni | Flums               | Gossau              | 154 km   | Robbie McEwen     | Igor Antón        |
| 4e     | 17 juni | Gossau              | Domat/Ems           | 171 km   | Robbie McEwen     | Igor Antón        |
| 5e     | 18 juni | Domat/Ems           | Caslano             | 187 km   | Markus Fothen     | Igor Antón        |
| 6e     | 19 juni | Caslano             | Verbier             | 193 km   | Kim Kirchen       | Kim Kirchen       |
| 7e     | 20 juni | Gruyères            | Lyss                | 171 km   | Fabian Cancellara | Kim Kirchen       |
| 8e     | 21 juni | Altdorf             | Klausenpas          | 25 km    | Roman Kreuziger   | Roman Kreuziger   |
| 9e     | 22 juni | Altdorf             | Bern                | 165 km   | Fabian Cancellara | Roman Kreuziger   |
| Totaal |         | Langnau im Emmental | Bern                | 1 409 km | Roman Kreuziger   | Tsjechië          |

## Etappe-uitslagen

### 1e etappe
De eerste etappe was een tamelijk vlakke rit rond Langnau im Emmental. De vroege vluchters van deze rit waren David Loosli, Steve Zampieri en Iñigo Landaluze, ooit winnaar van de Dauphiné Libéré. Loosli, de man van de streek, was de grote slokop; hij won beide tussensprints en beide bergsprints (allebei slechts derde categorie). De laatste berg, de Chuderhüsi, was echter steil genoeg om de meeste sprinters uit het peloton op achterstand te rijden. Even leek het erop dat de vluchters het zouden redden, maar enkel kilometers voor de finish werden ze gegrepen. In de laatste kilometer bleek dat toch nog een sprinter de schifting op de Chuderhüsi had overleefd; Óscar Freire won met overmacht en mocht ook meteen de eerste gele trui aantrekken.
| Uitslag Etappe | Uitslag Etappe    | Uitslag Etappe | Uitslag Etappe |
| rang           | renner            | land           | tijd           |
| -------------- | ----------------- | -------------- | -------------- |
| 1              | Óscar Freire      | Spanje         | 3u. 42' 36"    |
| 2              | Martin Elmiger    | Zwitserland    | z.t.           |
| 3              | Kim Kirchen       | Luxemburg      | z.t.           |
| 4              | Greg Van Avermaet | België         | z.t.           |
| 5              | Philippe Gilbert  | België         | z.t.           |
| 6              | Maksim Iglinski   | Kazachstan     | z.t.           |
| 7              | Eros Capecchi     | Italië         | z.t.           |
| 8              | Markus Zberg      | Zwitserland    | z.t.           |
| 9              | Christian Knees   | Duitsland      | z.t.           |
| 10             | Michael Albasini  | Zwitserland    | z.t.           |

### 2e etappe
De start van de tweede etappe was gegeven in dezelfde plek als in de eerste etappe, Langnau im Emmental. De finish werd gelegd in het dorpje Flumserberg, op de Tannenheim (eerste categorie). Onderweg waren er nog twee bergjes, beide van weinig betekenis (de Sattel en de Kerenzerberg), maar genoeg voor David Loosli om met enkele anderen weg te springen. Zijn bedoeling was om de gisteren vergaarden berg- en sprinttruien te verdedigen. Echter, bij alle berg- en tussensprints werd hij afgetroefd door zijn landgenoot Martin Elmiger. Hij raakte echter wel in de punten en behield beide truien. Het spektakel kwam echter pas op de Tannenheim. Stijn Devolder ging, maar te vroeg. Hij werd bijgehaald door onder andere Igor Antón, die de rit won en de gele trui pakte. Devolder werd uiteindelijk pas zevende.
| Uitslag Etappe | Uitslag Etappe  | Uitslag Etappe | Uitslag Etappe |
| rang           | renner          | land           | tijd           |
| -------------- | --------------- | -------------- | -------------- |
| 1              | Igor Antón      | Spanje         | 5u. 00' 04"    |
| 2              | Kim Kirchen     | Zwitserland    | op 6"          |
| 3              | Damiano Cunego  | Italië         | z.t.           |
| 4              | Fränk Schleck   | Luxemburg      | z.t.           |
| 5              | Oliver Zaugg    | Zwitserland    | op 8"          |
| 6              | Roman Kreuziger | Tsjechië       | op 11"         |
| 7              | Stijn Devolder  | België         | op 12"         |
| 8              | Thomas Lövkvist | Zweden         | op 15"         |
| 9              | Andy Schleck    | Luxemburg      | op 30"         |
| 10             | Andreas Klöden  | Duitsland      | z.t.           |

### 3e etappe
De derde etappe, van Flums naar Gossau was er eentje voor de sprinters. Er zaten drie betekenisloze bergen in (Kerenzerberg, Gierenberg en Andwill; derde, derde en vierde categorie). Toch dachten enkelen het peloton voor te kunnen blijven, namelijk Jeff Louder (Verenigde Staten), René Weissinger uit Oostenrijk en de Fransman Hervé Duclos-Lassalle, de zoon van Gilbert Duclos-Lassalle, meervoudig winnaar van Parijs-Roubaix. Weissinger, gisteren ook al mee, bleek een doel te hebben gemaakt van de tussensprints. Hij won beide en mocht na afloop met de witte trui pronken op het podium. De bergjes waren voor Duclos-Lassalle. Loosli zorgde wel om in het peloton de sprints te winnen. Voor de Andwill waren ze echter al gegrepen en Loosli haalde daar de volle score. In Gossau werd het dus een massasprint, die gewonnen werd door Robbie McEwen, vóór Óscar Freire. Igor Antón behield het geel.
| Uitslag Etappe | Uitslag Etappe     | Uitslag Etappe | Uitslag Etappe |
| rang           | renner             | land           | tijd           |
| -------------- | ------------------ | -------------- | -------------- |
| 1              | Robbie McEwen      | Australië      | 3u. 50' 07"    |
| 2              | Óscar Freire       | Spanje         | z.t.           |
| 3              | Gerald Ciolek      | Duitsland      | z.t.           |
| 4              | Robert Förster     | Duitsland      | z.t.           |
| 5              | Danilo Napolitano  | Italië         | z.t.           |
| 6              | Aljaksandr Oesaw   | Wit-Rusland    | z.t.           |
| 7              | José Joaquin Rojas | Spanje         | z.t.           |
| 8              | Erik Zabel         | Duitsland      | z.t.           |
| 9              | Greg Van Avermaet  | België         | z.t.           |
| 10             | Andreas Dietziker  | Zwitserland    | z.t.           |

### 4e etappe
De vierde etappe ging van Gossau naar Domat/Ems was op het lijf van de sprinters geschreven. Er zaten slechts twee bergjes in, beide van derde categorie (Schellenberg en Sankt-Luzisteig). De vluchters, drie in getal, waren Matej Jurčo (Slowakije), Jérôme Pineau (Frankrijk) en de Amerikaan Jonathan Garcia. Pineau pikte de bergen mee en Jurco de sprints, maar ze moesten er toch aan geloven. Net als de dag ervoor won Robbie McEwen. Zelfs de nummers twee en drie waren dezelfde. Igor Antón lette goed op en verloor geen tijd, waardoor hij in het geel bleef.
| Uitslag Etappe | Uitslag Etappe    | Uitslag Etappe | Uitslag Etappe |
| rang           | renner            | land           | tijd           |
| -------------- | ----------------- | -------------- | -------------- |
| 1              | Robbie McEwen     | Australië      | 4u. 04' 11"    |
| 2              | Óscar Freire      | Spanje         | z.t.           |
| 3              | Gerald Ciolek     | Duitsland      | z.t.           |
| 4              | Leonardo Duque    | Colombia       | z.t.           |
| 5              | Markus Zberg      | Zwitserland    | z.t.           |
| 6              | André Korff       | Duitsland      | z.t.           |
| 7              | Danilo Napolitano | Italië         | z.t.           |
| 8              | Alexandre Moos    | Zwitserland    | z.t.           |
| 9              | Aljaksandr Oesaw  | Wit-Rusland    | z.t.           |
| 10             | Danilo Wyss       | Zwitserland    | z.t.           |

### 5e etappe
De vijfde etappe bracht de renners van Domat/Ems naar Caslano. De vroege vlucht, met onder andere de Belg Pieter Jacobs, werd gegrepen nog voor de klim in de slotfase. Stijn Devolder demarreerde vrijwel meteen, maar werd ingerekend. Fränk Schleck rook de gele trui en sprong weg, niemand kon/wou volgen. Markus Fothen zette dan maar de achtervolging in, en met succes: net voor de top kwam hij bij Schleck. De 2 leken te gaan mogen sprinten voor de dagzege, maar in de afdaling, enkele kilometers voor de streep, dook Schleck een ravijn in. Het zag er schrikwekkend uit, maar Schleck kwam er wonderbaarlijk genoeg uit met slechts enkele schrammen. Fothen won de rit solo. Sergej Ivanov sprong nog weg uit de groep der favorieten en werd tweede. Schleck kwam een paar minuten later over de streep gebold en kuste zijn kettinkje. Volgens zijn ploegleider lag hij vier meter diep in het ravijn. Igor Antón verspeelde geen tijd en bleef leider.
| Uitslag Etappe | Uitslag Etappe      | Uitslag Etappe | Uitslag Etappe |
| rang           | renner              | land           | tijd           |
| -------------- | ------------------- | -------------- | -------------- |
| 1              | Markus Fothen       | Duitsland      | 4u. 47' 30"    |
| 2              | Sergej Ivanov       | Rusland        | op 50"         |
| 3              | Markus Zberg        | Zwitserland    | op 57"         |
| 4              | Michael Albasini    | Zwitserland    | z.t.           |
| 5              | Aleksandr Botsjarov | Rusland        | z.t.           |
| 6              | Stefan Schumacher   | Duitsland      | z.t.           |
| 7              | Daniel Moreno       | Spanje         | z.t.           |
| 8              | Andy Schleck        | Luxemburg      | z.t.           |
| 9              | Stijn Devolder      | België         | z.t.           |
| 10             | Christian Knees     | Duitsland      | z.t.           |

### 6e etappe
De zesde etappe ging van Caslano naar Verbier en was er een met aankomst bergop. Een omvangrijke kopgroep met enkele mooie namen als José Rujano, Giovanni Visconti, Maksim Iglinski en Jens Voigt kleurde de rit. Sommigen van deze renners zongen het nog vrij lang uit, maar toen Stijn Devolder op zo'n 5 km van de streep een aanval van Fränk Schleck beantwoordde, waren ze er aan voor de moeite. Schleck kreeg een inzinking, maar Devolder zette door. De groep der favorieten haalde hem echter bij onder de rode vod van de laatste kilometer, maar geletruidrager Igor Antón was hieruit al gelost. Devolder had al te veel gegeven en moest de anderen laten rijden. In de sprint was Kim Kirchen de sterkste, voor Andreas Klöden. De anderen werden los uit het wiel gesprint. Antón verloor een halve minuut, Kirchen werd de nieuwe leider.
| Uitslag Etappe | Uitslag Etappe  | Uitslag Etappe | Uitslag Etappe |
| rang           | renner          | land           | tijd           |
| -------------- | --------------- | -------------- | -------------- |
| 1              | Kim Kirchen     | Luxemburg      | 5u. 29' 23"    |
| 2              | Andreas Klöden  | Duitsland      | z.t.           |
| 3              | Roman Kreuziger | Tsjechië       | op 6"          |
| 4              | Sergej Ivanov   | Rusland        | op 12"         |
| 5              | Stijn Devolder  | België         | op 20"         |
| 6              | Andy Schleck    | Luxemburg      | z.t.           |
| 7              | Thomas Lövkvist | Zweden         | op 27"         |
| 8              | Igor Antón      | Spanje         | op 29"         |
| 9              | Damiano Cunego  | Italië         | op 31"         |
| 10             | Markus Fothen   | Duitsland      | z.t.           |

### 7e etappe
De zevende etappe was een vlakke rit van Gruyères naar Lyss. De traditionele lange vlucht bestond uit de Duister Ronny Scholz en 2 Belgen: Johan Vansummeren en Sébastien Rosseler. Het peloton liet echter niet begaan en rekende de 3 in op pakweg 15 kilometer van de streep. Een sprint leek onvermijdelijk, tot er een demarrage volgde van nòg een Belg: Leif Hoste. Maar Fabian Cancellara counterde hem en kreeg nog een paar man mee, waaronder de onvermijdelijke Philippe Gilbert en leider Kim Kirchen. Er kwam een mooi groepje tot stand, maar de organisatie was wat zoek en dat was niet naar de zin van Cancellara: hij ging er alleen van door. De rest werd ingerekend, maar door een gebrek aan organisatie in het peloton zagen ze Cancellara niet meer terug: hij haalde het met kleine voorsprong op de rest van het pak. Erik Zabel sprintte naar een tweede plaats, Robbie McEwen werd derde.
| Uitslag Etappe | Uitslag Etappe    | Uitslag Etappe | Uitslag Etappe |
| rang           | renner            | land           | tijd           |
| -------------- | ----------------- | -------------- | -------------- |
| 1              | Fabian Cancellara | Zwitserland    | 5u. 27' 34"    |
| 2              | Erik Zabel        | Duitsland      | op 2"          |
| 3              | Robbie McEwen     | Australië      | z.t.           |
| 4              | Robert Förster    | Duitsland      | z.t.           |
| 5              | Danilo Napolitano | Italië         | z.t.           |
| 6              | Danilo Wyss       | Zwitserland    | z.t.           |
| 7              | Markus Zberg      | Zwitserland    | z.t.           |
| 8              | Anthony Geslin    | Frankrijk      | z.t.           |
| 9              | Óscar Freire      | Spanje         | z.t.           |
| 10             | Sébastien Hinault | Frankrijk      | z.t.           |

### 8e etappe
Tijdens de achtste etappe moesten de renners in een individuele tijdrit over 25 km de Klausenpas bedwingen. De rit bleek beslissend voor de eindwinst. De vrij vroeg gestarte Venezolaanse berggeit José Rujano stond bijna de hele rit op nummer 1. Stuk voor stuk beten de grote namen hun tanden stuk op zijn tijd: Jens Voigt, Fränk Schleck, Damiano Cunego, Andy Schleck, zelfs topfavoriet Andreas Klöden (die strandde op één seconde van José Rujano).
Maar toen was de tijd gekomen voor Roman Kreuziger, die al bij het eerste tussenpunt leidde en daarna nauwelijks verzwakte. Uiteindelijk won hij met zestien seconden voorsprong en nam hij de gele trui over van Kim Kirchen, die op meer dan drie minuten finishte.
Stijn Devolder had een offday en verloor meer dan zes minuten én zijn kans op de eindzege.
| Uitslag Etappe | Uitslag Etappe  | Uitslag Etappe | Uitslag Etappe |
| rang           | renner          | land           | tijd           |
| -------------- | --------------- | -------------- | -------------- |
| 1              | Roman Kreuziger | Tsjechië       | 1u. 00' 22"    |
| 2              | José Rujano     | Venezuela      | op 16"         |
| 3              | Andreas Klöden  | Duitsland      | op 17"         |
| 4              | Damiano Cunego  | Italië         | op 54"         |
| 5              | Fränk Schleck   | Luxemburg      | op 1' 26"      |
| 6              | Jens Voigt      | Duitsland      | op 1' 35"      |
| 7              | Igor Antón      | Spanje         | op 1' 49"      |
| 8              | Thomas Lövkvist | Zweden         | op 2' 08"      |
| 9              | Andy Schleck    | Luxemburg      | op 2' 20"      |
| 10             | Laurens ten Dam | Nederland      | op 2' 50"      |

### 9e etappe
Het parcours van de laatste etappe, van Altdorf naar de Zwitserse hoofdstad Bern, leek op het eerste gezicht ideaal voor een massaspurt. Maar door een bergje van 4de categorie en daarna wat heuvelachtig terrein in de laatste 10 kilometer, leek het alsof de vrijbuiters weleens hun kans zouden kunnen gaan. Bovendien had Fabian Cancellara na zijn etappewinst in de 7de etappe al laten verstaan dat hij opnieuw zijn kans zou gaan: Bern is zijn geboortestad.
De vroege vluchters werden net voor de top van het laatste bergje gegrepen. Dit betekende dat er nog punten voor de bergtrui te verdienen waren. David Loosli had nog één punt nodig om Maksim Iglinski uit de trui te rijden. Loosli viel aan, maar Iglinskiy pareerde en kwam als eerste boven. Silence-Lotto trok de spurt aan voor Greg Van Avermaet, maar die kwam al op zo'n 700 meter van de streep op kop en hield dus wat in. Philippe Gilbert rook zijn kans en demarreerde nét op dat moment. Na een korte aarzeling kwam er reactie van Cancellara. Hij snelde naar Gilbert toe en ging op ongeveer twintig meter voor de streep over hem: zijn tweede ritzege. Gilbert werd tweede, enkele anderen kwamen nog net voor het sprintende peloton aan.
| Uitslag Etappe | Uitslag Etappe     | Uitslag Etappe | Uitslag Etappe |
| rang           | renner             | land           | tijd           |
| -------------- | ------------------ | -------------- | -------------- |
| 1              | Fabian Cancellara  | Zwitserland    | 4u. 01' 07"    |
| 2              | Philippe Gilbert   | België         | z.t.           |
| 3              | Daniel Moreno      | Spanje         | op 4"          |
| 4              | Matteo Tosatto     | Italië         | op 5"          |
| 5              | Markus Zberg       | Zwitserland    | op 8"          |
| 6              | Greg Van Avermaet  | België         | z.t.           |
| 7              | Sergej Ivanov      | Rusland        | z.t.           |
| 8              | José Joaquín Rojas | Spanje         | z.t.           |
| 9              | Alessandro Ballan  | Italië         | z.t.           |
| 10             | Erik Zabel         | Duitsland      | z.t.           |

## Eindklassementen

### Algemeen klassement
| rang | renner          | land      | tijd         |
| ---- | --------------- | --------- | ------------ |
| 1    | Roman Kreuziger | Tsjechië  | 35u. 43' 46" |
| 2    | Andreas Klöden  | Duitsland | op 49"       |
| 3    | Igor Antón      | Spanje    | op 1' 55"    |
| 4    | Damiano Cunego  | Italië    | op 2' 11"    |
| 5    | Thomas Lövkvist | Zweden    | op 2' 37"    |
| 6    | Andy Schleck    | Luxemburg | op 2' 57"    |
| 7    | Kim Kirchen     | Luxemburg | op 2' 58"    |
| 8    | Markus Fothen   | Duitsland | op 4' 08"    |
| 9    | Christian Knees | Duitsland | op 4' 18"    |
| 10   | Laurens ten Dam | Nederland | op 4' 26"    |

### Nevenklassementen
Puntenklassement
| rang | renner            | land        | punten |
| ---- | ----------------- | ----------- | ------ |
| 1    | Fabian Cancellara | Zwitserland | 50     |
| 2    | Markus Zberg      | Zwitserland | 49     |
| 3    | Kim Kirchen       | Luxemburg   | 43     |
| 4    | Roman Kreuziger   | Tsjechië    | 34     |
| 5    | Erik Zabel        | Duitsland   | 34     |

Bergklassement
| rang | renner          | land        | punten |
| ---- | --------------- | ----------- | ------ |
| 1    | Maksim Iglinski | Kazachstan  | 45     |
| 2    | David Loosli    | Zwitserland | 44     |
| 3    | Stijn Devolder  | België      | 25     |
| 4    | Roman Kreuziger | Tsjechië    | 24     |
| 5    | Steve Zampieri  | Zwitserland | 20     |

Sprintklassement
| rang | renner                | land        | punten |
| ---- | --------------------- | ----------- | ------ |
| 1    | René Weissinger       | Duitsland   | 24     |
| 2    | Hervé Duclos-Lassalle | Frankrijk   | 15     |
| 3    | David Loosli          | Zwitserland | 14     |
| 4    | Martin Elmiger        | Zwitserland | 13     |
| 5    | Johan Vansummeren     | België      | 12     |

Mannen: 1933 · 1934 · 1935 · 1936 · 1937 · 1938 · 1939 · 1940 · 1941 · 1942 · 1943 · 1944 · 1945 · 1946 · 1947 · 1948 · 1949 · 1950 · 1951 · 1952 · 1953 · 1954 · 1955 · 1956 · 1957 · 1958 · 1959 · 1960 · 1961 · 1962 · 1963 · 1964 · 1965 · 1966 · 1967 · 1968 · 1969 · 1970 · 1971 · 1972 · 1973 · 1974 · 1975 · 1976 · 1977 · 1978 · 1979 · 1980 · 1981 · 1982 · 1983 · 1984 · 1985 · 1986 · 1987 · 1988 · 1989 · 1990 · 1991 · 1992 · 1993 · 1994 · 1995 · 1996 · 1997 · 1998 · 1999 · 2000 · 2001 · 2002 · 2003 · 2004 · 2005 · 2006 · 2007 · 2008 · 2009 · 2010 · 2011 · 2012 · 2013 · 2014 · 2015 · 2016 · 2017 · 2018 · 2019 · 2020 · 2021 · 2022 · 2023 · 2024 · 2025
Vrouwen: 1998 · 1999 · 2000 · 2001 · 2002-2020 · 2021 · 2022 · 2023 · 2024 · 2025
 Tour Down Under · 
 Ronde van Vlaanderen · 
 Ronde van het Baskenland · 
 Gent-Wevelgem · 
 Amstel Gold Race · 
 Ronde van Romandië · 
 Ronde van Catalonië · 
 Dauphiné Libéré · 
 Ronde van Zwitserland · 
 Ploegentijdrit Eindhoven · 
 Clásica San Sebastián · 
  Eneco Tour · 
 GP Ouest France-Plouay · 
 Ronde van Duitsland · 
 Vattenfall Cyclassics · 
 Ronde van Polen